# Cantura albonotatus
Cantura albonotatus är en insektsart som beskrevs av Van Duzee 1909. Cantura albonotatus ingår i släktet Cantura och familjen dvärgstritar. Inga underarter finns listade i Catalogue of Life.